# Tuschierplatte

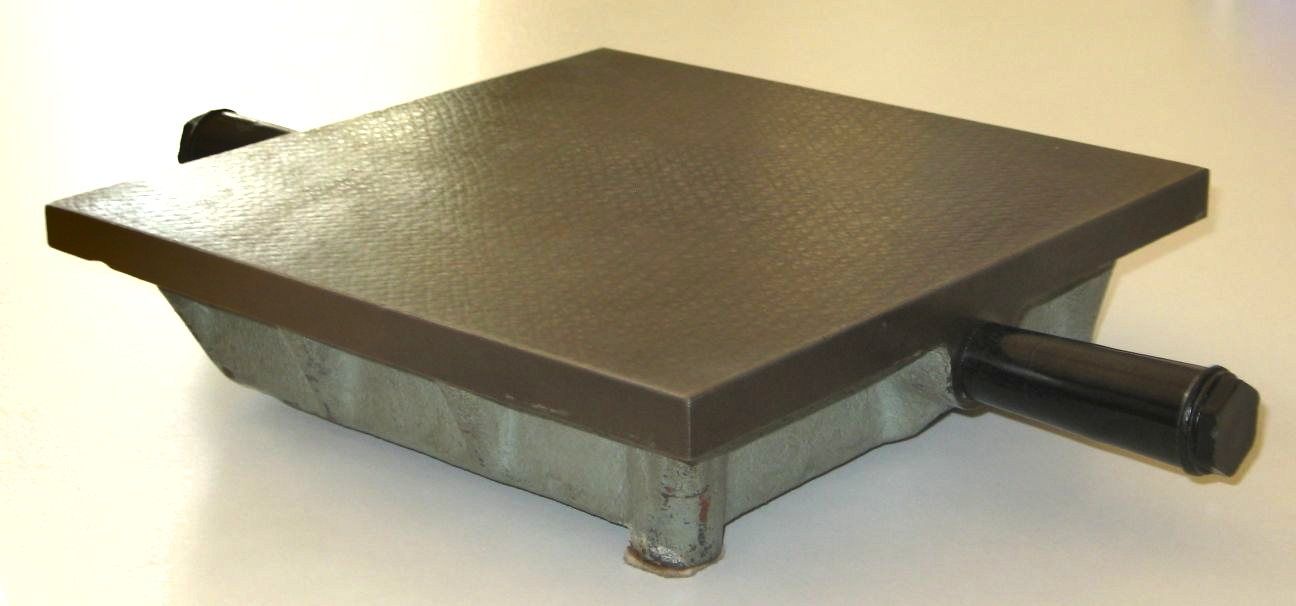
Tuschierplatte

Die Tuschierplatte ist eine Metall- oder Steinplatte mit einer hoch genau ebenen Oberfläche. Ihre Oberfläche ist hart und wurde durch Schleifen oder Schaben hergestellt. In der Metallbearbeitung dient sie zur Prüfung von Werkstück-Flächen auf Unebenheiten.
Tuschierplatten sind besonders hilfreich beim Prüfen von Matrizen und Formen, um sicherzustellen, dass sie ordnungsgemäß funktionieren und gut schließen.

## Anfertigung
Will man sich eine Tuschierplatte ohne teure Hilfsmittel von Hand anfertigen, so geht dies nur, wenn man drei Platten gleichzeitig bearbeitet. Diese drei Platten werden mit Tuschierpaste oder Tuschierwachs eingefärbt und ohne Druck in wechselnden Richtungen gegeneinander gerieben. Erhabene Punkte werden so sichtbar und können mit einem Flachschaber abgetragen werden. Je mehr tragende Punkte auf diese Weise entstehen, umso besser ist die Güte der angefertigten Tuschierplatte. Würde man nur zwei Platten verwenden, würde die eine konkav, die andere konvex werden, und es entstünde nie eine ebene Fläche.

## Tuschierlineal
Eine Sonderform der Tuschierplatte ist das Tuschierlineal. Es hat die Form eines Dreieckprofilstabes mit Griffstäben an den beiden Stirnflächen. Alle drei Flächen sind durch Schleifen oder Schaben feinst bearbeitet. Besonders gute Ergebnisse werden mit der Steinplatte erzielt, mineralische Werkstoffe sind wenig elastisch und werden bei eigentlich missbräuchlicher Beanspruchung keine bleibenden Verformungen aufweisen.